# Paul André Maistre
Paul André Marie Maistre (Joinville, 20 giugno 1858 – Parigi, 25 luglio 1922) è stato un generale francese, che durante il corso della comandante della prima guerra mondiale fu comandante della VIe Armée e della Xe.
Durante la fase finale del primo conflitto mondiale fu comandante del Groupe d'armées du Nord (G.A.N.) e poi del Groupe d'armées du Centre (G.A.C.). Dopo la fine del conflitto divenne presidente della Commissione superiore di difesa, membro del Conseil supérieur de la guerre e ispettore generale dell'Arma di Fanteria.

## Biografia
Nacque a Joinville nel 1858, figlio di Pierre Hippolyte e Thérèse Joséphine Adam. Fece tutti gli studi primari e secondari presso il Petit Séminaire di Langres, rimanendo fino al 1875. Il 31 ottobre 1877 entrò volontariamente presso l'École spéciale militaire de Saint-Cyr, grazie ad una borsa di studio. Ne uscì nel 1879 (capoclasse della Promotion Des Drapeaux), assegnato come sottotenente il 1º ottobre al 60º Reggimento di fanteria. Le sue qualità militari si fecero notare ben presto, e grazie alle molte lettere di encomio ricevute salì rapidamente nelle scala gerarchica dell'esercito: tenente il 24 dicembre 1882, assegnato all'82° e poi al la 76º Reggimento di fanteria, capitano il 30 novembre 1887, in servizio dapprima al 45° e poi al 95º Reggimento di fanteria. Il 18 novembre 1890 sposò a Parigi la signorina statunitense Maria Rosa Blanca Hermandez de Figueroa. Promosso chef de bataillon del 162º Reggimento di fanteria il 6 luglio 1897, in seguito assunse il comando di un battaglione del 90°, e successivamente dell'82º Reggimento di fanteria. Tra l'ottobre del 1898 e il febbraio del 1903 fu insegnante di storia militare, strategia e tattica generale presso la École supérieure de guerre. Il 10 giugno 1905 fu promosso al grado di tenente colonnello, prestando servizio presso il 48°, e poi nel 79º Reggimento di fanteria. Ottenuto il brevetto di Ufficiale di Stato maggiore, fu promosso al grado di colonnello il 29 giugno 1909, assumendo il comando dapprima del 136°, poi del 106° di Châlons-sur-Marne e quindi del 43º Reggimento di fanteria. Nel corso di questi incarichi scrisse un libro sulla battaglia di Spicheren avvenuta durante la guerra franco-prussiana del 1870. Il 9 agosto 1912 fu nominato membro del Comitato tecnico dello Stato Maggiore.  e il 23 settembre dello stesso anno fu promosso al grado di generale di brigata.

### La prima guerra mondiale
Allo scoppio della prima guerra mondiale, il 2 agosto assunse l'incarico di Capo di stato maggiore della IVe Armée del generale Fernand de Langle de Cary. Prese parte alla battaglia delle Frontiere, combattendo nelle Ardenne. In seguito partecipò alla prima battaglia della Marna, e il 12 settembre assunse l'incarico di comandante del XXI Corpo d'armata. Promosso due giorni dopo al rango di generale di divisione a titolo temporaneo, lo diventò definitivamente il 24 ottobre dello stesso anno. Tra il 5 e il 14 ottobre guidò il suo Corpo d'armata nei combattimenti nella regione di Carency, e La Bassée durante la prima battaglia dell'Artois. Nel corso del 1915 guidò il suo Corpo d'armata durante la seconda (9 maggio - 25 giugno 1915) e terza battaglia dell'Artois (15 settembre-4 novembre 1915). 
A partire dal 21 febbraio 1916 il XXI Corpo d'armata fu impegnato nella battaglia di Verdun che terminò ufficialmente il 19 febbraio 1917.  Dopo il fallimento dell'attacco lanciato dal generale Robert Georges Nivelle sul crinale dello Chemin des Dames, che costò all'esercito francese 118.000 morti, il 4 maggio seguente fu nominato comandante della VIe Armée. La fallimentare offensiva causò seri problemi disciplinari all'interno dell'esercito francese, anche tra le divisioni della VIe Armée. Tra il 23 e il 25 ottobre guidò l'Armata durante la battaglia che portò le truppe francesi a impossessarsi de La Malmaison e del saliente dello Chemin des Dames, catturando 12.000 prigionieri e 200 cannoni

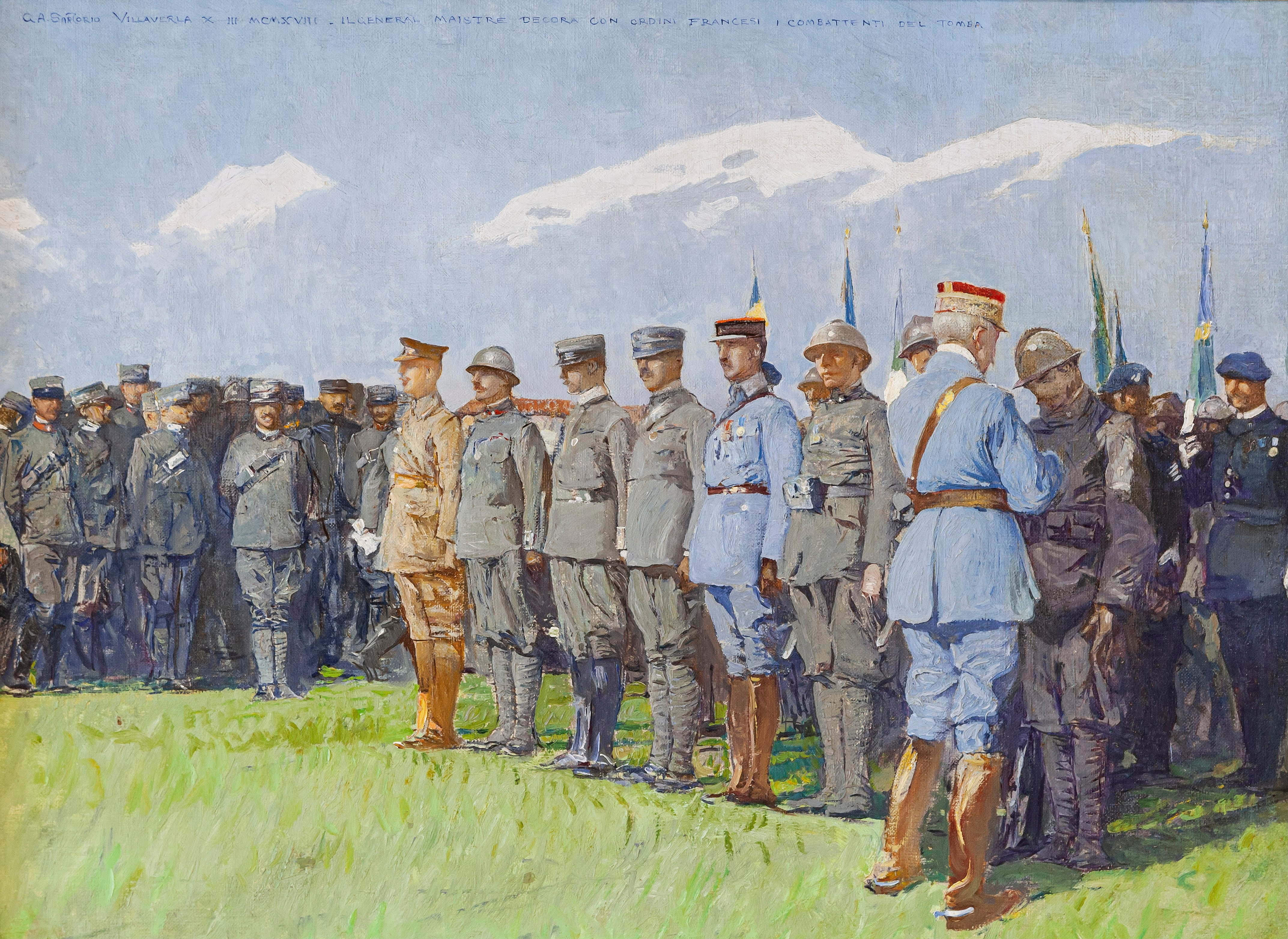
Il Generale Maistre decora con ordini francesi i combattenti del Tomba (10 marzo 1918), di Giulio Aristide Sartorio

L'11 dicembre dello stesso anno assunse il comando della Xe Armée che era stata trasferita in Italia dopo il disastro di Caporetto nell'ottobre del 1917. Tra il 14 febbraio e il 31 marzo 1918 ricoprì anche l'incarico di comandante delle forze francesi sul fronte italiano dove studiò, di concerto con il Comando supremo del Regio Esercito, i piani di difesa in caso di nuovo sfondamento del fronte da parte degli austro-ungarici. Diresse le operazioni di conquista del Monte Tomba (30 dicembre), e preparò gli studi per un'offensiva sull'Altopiano di Asiago. Rientrato in Patria insieme alla Xe Armée, lasciò definitivamente questo comando il 10 giugno 1918, dopo la sconfitta sull'Aisne, sostituito dal generale Charles Mangin.
In quello stesso giorno fu nominato Comandante del Gruppo di Armate del Nord, passando al comando del Gruppo d'Armate del Centro il 6 luglio dello stesso anno, e mantenendo tale incarico fino alla fine delle ostilità.

### Gli ultimi incarichi
Il 12 febbraio 1919 fu nominato Ispettore generale della Ie, IIIe, e IVe Armée, assumendo la presidenza della Commissione superiore di difesa il 29 maggio, e nel corso dello stesso anno divenne membro del Conseil supérieur de la guerre. Il 9 agosto, su ordine del Capo del Governo Georges Clemenceau, effettuò un'ispezione presso la 10ª Regione militare. Il 27 luglio 1920 il governo gli concesse di rimanere eccezionalmente in servizio al di la dei raggiunti limiti di età. Il 9 febbraio 1921 fu nominato ispettore generale dell'Arma di Fanteria, ma si spense improvvisamente a Parigi il 25 luglio 1922. Il suo decesso ebbe vasta risonanza nell'ambiente militare dell'epoca, e sia la famiglia che il governo francese ricevettero numerose lettere di condoglianze, tra cui una del generale statunitense John Pershing in data 5 agosto:
Al termine delle esequie il suo corpo fu inumato presso l'Hôtel des Invalides di Parigi. La Caserma "Neufchâtel" di Reims era rimasta distrutta durante il primo conflitto mondiale, ed una volta ricostruita fu assegnata come sede del 106º Reggimento di fanteria. Nel 1930 fu ribattezzata in suo onore Caserma Maistre.  Un monumento alla sua memoria si trova in una piazza del comune di Bourbonne-les-Bains, e un altro a Ablain-Saint-Nazaire.

## Onorificenze

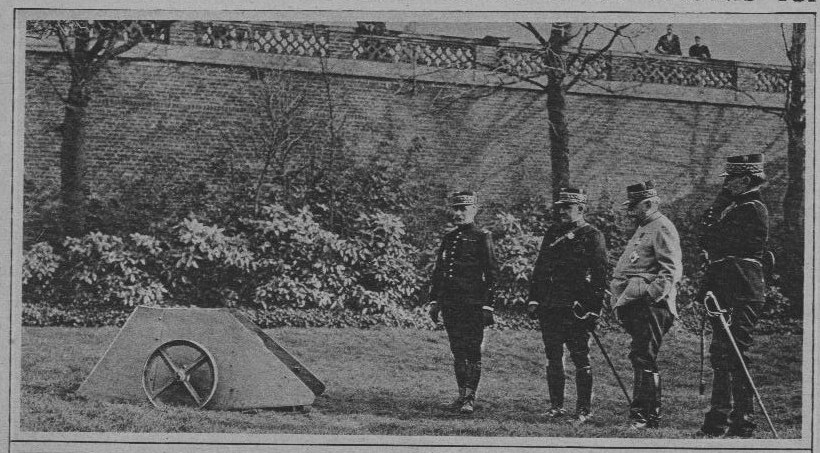
I generali Ferdinand Foch, Paul Maistre, Joseph Joffre e Maud'huy alla presentazione di una protezione mobile corazzata per soldati di fanteria.

## Pubblicazioni
- Spicheren (6 Août 1870), Berger-Levrault et Cie., Paris, 1908.

### Annotazioni
1. ↑  Fu nominato tenente a scelta (au choix).
2. ↑  Ricoprì tale incarico fino al 2 agosto 1914.
3. ↑  L'8 agosto 1916 il Corpo d'armata fu ridenominato Groupement Maistre, ma il 20 dello stesso mese riassunse la precedente denominazione.
4. ↑  In lingua francese Groupe d'armées du Nord (G.A.N.).
5. ↑  Groupe d'armées du Centre (G.A.C.).
6. ↑  Il generale Pershing aveva collaborato con Maistre durante le fasi finali della vittoriosa offensiva dell'autunno 1918.

### Fonti
1. 1 2 3 4 5 6 7 8 9 10 11 12 13 14 15 16  Tucker, Roberts 2005, p. 738.
2. ↑  Bulletin de l'Association Amicale des Anciens Élèves du Petit Séminaire de Langres, Langres, 1929.
3. 1 2 3 4 5  Hogg 2009, p. 126.
4. 1 2 3  Tucker, Matysek Wood, Murphy 1996, p. 458.
5. ↑  Tucker, Roberts 2005, p. 1058.
6. ↑  Sumner 2012, p. 12.
7. ↑  Greenhalgh 2011, p. 91.
8. 1 2  Doughty 2009, p. 377.
9. ↑  Tucker, Roberts 2005, p. 525.
10. 1 2  Lengel 2008, p. 396.